# Mali agenci
Mali agenci (ang. Spy Kids, 2001) – amerykański film familijny w reżyserii Roberta Rodrigueza.
Film został nakręcony na pustyni Atakama, w Viňa Del Mar, Santiago (Chile) i w Austin, San Antonio (Teksas, USA) oraz na Bahamach.
Film ma również trzy kontynuacje: Mali agenci 2: Wyspa marzeń, Mali agenci 3D: Trójwymiarowy odjazd oraz Mali agenci 4D: Wyścig z czasem.
W 2024 roku został wprowadzony do Narodowego Rejestru Filmowego Stanów Zjednoczonych jako film „znaczący kulturowo, historycznie bądź estetycznie”.

## Opis fabuły
Fabuła skupia się na rodzeństwie Cortez, które dowiaduje się, że ich porwani rodzice to para tajnych agentów na emeryturze. Postanawiają ich odnaleźć, wykorzystując nowe gadżety techniczne i mechaniczne.

## Obsada
- Alexa Vega – Carmen Cortez
- Daryl Sabara – Juni Cortez
- Antonio Banderas – Gregorio Cortez
- Carla Gugino – Ingrid Cortez
- Alan Cumming – Fegan Floop
- Tony Shalhoub – Alexander Minion
- Teri Hatcher – Pani Gradenko
- Danny Trejo – Isidoro ’Machete’ Cortez
- Cheech Marin – Felix Gumm
- George Clooney – Devlin

## Wersja polska
Opracowanie wersji polskiej: Start International Polska

Reżyseria: Joanna Wizmur

Dialogi polskie: Bartosz Wierzbięta

Adiustacja: Krystyna Skibińska-Subocz
Dźwięk i montaż: Hanna Makowska
Kierownictwo produkcji: Paweł Araszkiewicz

Udział wzięli:
- Krzysztof Królak – Juni Cortez
- Joanna Jabłczyńska – Carmen Cortez
- Jacek Rozenek – Gregorio Cortez
- Dominika Ostałowska – Ingrid Cortez
- Mirosław Zbrojewicz – Isidoro ’Maczeta’ Cortez
- Tomasz Steciuk – Fegan Floop
- Wojciech Machnicki – Alexander Minion
- Arkadiusz Jakubik – Lisp
- Agnieszka Kunikowska – Panna Gradenko
- Paweł Szczesny – 
  - Felix,
  - Donnagon (figiel)
- Janusz Wituch –
  - Devlin,
  - Ojciec chłopca dokuczającego Juniemu,
  - Donnagon (we wspomnieniu Gregoria)
- Elżbieta Kopocińska –
  - Reporterka w wiadomościach telewizyjnych,
  - Komputer w pojeździe pływającym,
  - Komputer w pojeździe latającym
- Jonasz Tołopiło – 
  - Chłopiec dokuczający Juniemu,
  - Chłopiec na placu zabaw

i inni